# Can Torrents (Sant Feliu de Codines)
Can Torrents és una obra eclèctica de Sant Feliu de Codines (Vallès Oriental) inclosa a l'Inventari del Patrimoni Arquitectònic de Catalunya.

## Descripció
Edifici aïllat de tipologia ciutat-jardí, compost de planta baixa i dos pisos amb coberta plana limitada per una balustrada que inclou un frontó en la façana principal. Les façanes són planes i de composició clàssica. Els elements formals i decoratius són representatius del neoclassicisme. És una important fita visual i arquitectònica dins de la població.

## Història
Zona de l'eixample del nucli antic amb caràcter de ciutat jardí, el carrer-carretera en què està enclavada la casa és l'eix principal de la població i en ell hi trobem els edificis més representatius de l'arquitectura de finals del segle xix i primer terç del segle xx.